# Barney Matthews
Barney Matthews (también conocido como el "Enfermero Barney") es un personaje ficticio de las series de Hannibal Lecter escritas por Thomas Harris. En las novelas, Matthews hace del enfermero que vigila las celdas del Hospital de Baltimore, una de ellas la del caníbal Hannibal Lecter.

## Historia
Barney Matthews fue contratado por el Dr. Frederick Chilton como encargado de vigilar las celdas más peligrosas del Hospital de Baltimore. En 1975, el agente del FBI "Will Graham", atrapa al Dr. Hannibal Lecter acusado de canibalismo. A Lecter se le asigna la última celda en el piso que Barney vigila. 
En la primera novela de Harris sobre Lecter, "Red Dragon", Barney se encarga de limpiar la celda de Hannibal así como de llevarle la comida. También es el quién le recoge sus pinturas cuándo este es castigado por el Dr. Chilton. Barney bajó las ordenés de Chilton encierra a Lecter en un cuarto obscuro atado de manos y con la "fámosa máscara protectora de Hannibal", para que la policía pueda encontrar un mensaje que Lecter había recibido de parte de Francis Dolarhyde un asesino en serie búscado por el FBI. En esta misma novela se puede ver como Barney se burla de la rivalidad entre Hannibal Lecter y Frederick Chilton, ya que cuándo el primero pide una cena (condición prometida por el FBI por ayudarlos en su investigación) se ríe al ver como Chilton enfadado vigila a Hannibal por medio de la cámara escondida.
En la siguiente novela de Harris "The Silence of the Lambs", la agente del FBI Clarice Starling es encomendada a entrevistar a Hannibal Lecter para capturar al asesino en serie Buffalo Bill. Barney solo se encarga de darle indicaciones de seguridad a Starling como no acercarse al vidrio que divide la celda ni darle información privada. Barney siempre coloca una silla para Starling y después se queda a vigilar desde lejos lo que sucede. Cuándo Lecter pide ser transportado a Tennessee, Barney lo prepara para su viaje, sin imaginar que sería la última vez que lo vería, ya que Lecter escapa cuándo se encuentra encarcelado ahí. 
Barney Matthews aparece por última vez en la novela de Harris "Hannibal". Ahí Barney es buscado por dos personas, 10 años después de los incidentes en The Silence of the Lambs, una de ellas es Clarice Starling para que él le brinde información sobre Lecter. Barney dice que durante la estancia de Lecter en el Hospital de Baltimore, él era su más cercana compañía y de hecho confiesa que le gustaba platicar con él, por eso no le teme mucho a la idea de que Lecter lo busqué para matarlo. En esta novela, el Hospital de Baltimore se ha cerrado y el Doctor Chilton ha sido asesinado por Hannibal 7 años atrás, por lo que Barney ahora está retirado. La otra persona que lo busca es Mason Verger un parapléjico que fue obligado a deformarse debido a una tortura psicológica de Hannibal Lecter. Mason está obsesionado con vengarse de él, por lo que compra a Barney la máscara que Lecter usaba durante su estancia. Al final de la novela, Starling y Lecter terminán por ser pareja. Barney es el único que conoció esta relación cuando los vio entrar a un teatro en Buenos Aires. Como Barney siempre respetó a Lecter, este no le hace daño e incluso lo considera un amigo. A pesar de eso, Barney prefieré alejarse de ellos y se va de Buenos Aires.

## Adaptaciones cinematográficas
Frankie Faison es el encargado de darle vida a Barney Matthews en todas las adaptaciones cinematográficas de la serie de Hannibal Lecter de Thomas Harris "Red Dragon", "The Silence of the Lambs" y "Hannibal", menos en Hannibal Rising, ya que el personaje no aparece. Su actuación es valorada positivamente.
- Datos: Q5719664